# 卡萝尔·鲍尔
卡萝尔·鲍尔（英語：Carol Bower，1956年6月9日—），美国女子赛艇运动员。她曾代表美国参加1984年夏季奥林匹克运动会赛艇比赛，获得女子八人单桨有舵手金牌。